# 287 Nephthys
287 Nephthys è un asteroide della fascia principale del diametro medio di circa 67,6 km. Scoperto nel 1889, presenta un'orbita caratterizzata da un semiasse maggiore pari a 2,3526140 UA e da un'eccentricità di 0,0238173, inclinata di 10,02343° rispetto all'eclittica.
Il suo nome fu dedicato a Nefti, nella mitologia egiziana, la dea dell'oltretomba e del parto.